# 彼女たち
『彼女たち』（かのじょたち）は樫みちよによる日本の漫画作品。『週刊セブンティーン』（集英社）連載。

## あらすじ
ある日美園は同級生の長谷川から告白を受けとる。さっそく土曜日のデートに長谷川の父の会社のファッションショーを見に行くことになる。その打ち上げでモデルの流衣子、スーザン、そしてなぜか兄の一実に出会う。その席でスーザンは流衣子に捨てられそうになり刃物を持ち出すが、身代わりになった一実が刺される。見舞いの帰り、スーザンも一実も好きだと言う流衣子は、にもかかわらず美園のファーストキスを奪ってしまう。そんな美園は長谷川とのデートも忘れてしまうぐらい流衣子のことが気になり始める。レズビアンと言う変わった世界だから惹かれただけだと思い彼女のことを忘れようとするが、一方で同性愛に無理解な母や長谷川に悩む。
美園を流衣子から引き離すためスーザンは仲間の男を使って美園を強姦させようとするが、流衣子がそれを助ける。流衣子も今までの恋愛とは違って美園一人に強くひきつけられていった。ついに二人は肌を重ねるに至るが、それを見た長谷川は衝撃を受ける。一実も流衣子への思いを断ち切れないでいたが、スーザンの乱暴な行動を案じていた。
スーザンが美園の学校に流衣子との関係についてのうわさを流すと、周りの生徒は美園のことを疎んじ始める。しかし美園は運命の相手を愛しぬこうと心に誓う。さらにスーザンは美園と流衣子が戯れる写真を撮って美園を脅し金品を要求する。美園はアルバイトで何とか捻出しようとし、感づいた長谷川も助けに入る。結局写真は流衣子によって燃やされるが、最後の一枚が学校に張り出されてしまう。噂を知った美園の父は理解を示すが、母は彼女を罵倒する。そんな美園に流衣子は心中を持ちかけるが取りやめとなり、孤立していく美園に耐えられなくなった流衣子は彼女を捨てる。しかしその後流衣子はスーザンの無理心中の犠牲となった。

## 登場人物
山手 美園（やまて みその）
高校2年生の17歳。女性である流衣子に惹かれていく。父母兄の4人暮らし。
佐伯 流衣子（さえき るいこ）
ボーイッシュな大学生。19歳。兼業でモデルもしている。
山手 一実（やまて かずみ）
美園の兄。大学2年生。レズビアンやゲイの集まるバーに入り浸り、流衣子に惚れる。
春見 スーザン
モデル。流衣子に捨てられてからは酒びたりの生活をしている。
長谷川 俊行（はせがわ としゆき）
美園の同級生。彼女に告白する。

## 書誌情報
彼女たち　集英社漫画文庫　1982年